# Konstantin Sergejewitsch Badigin

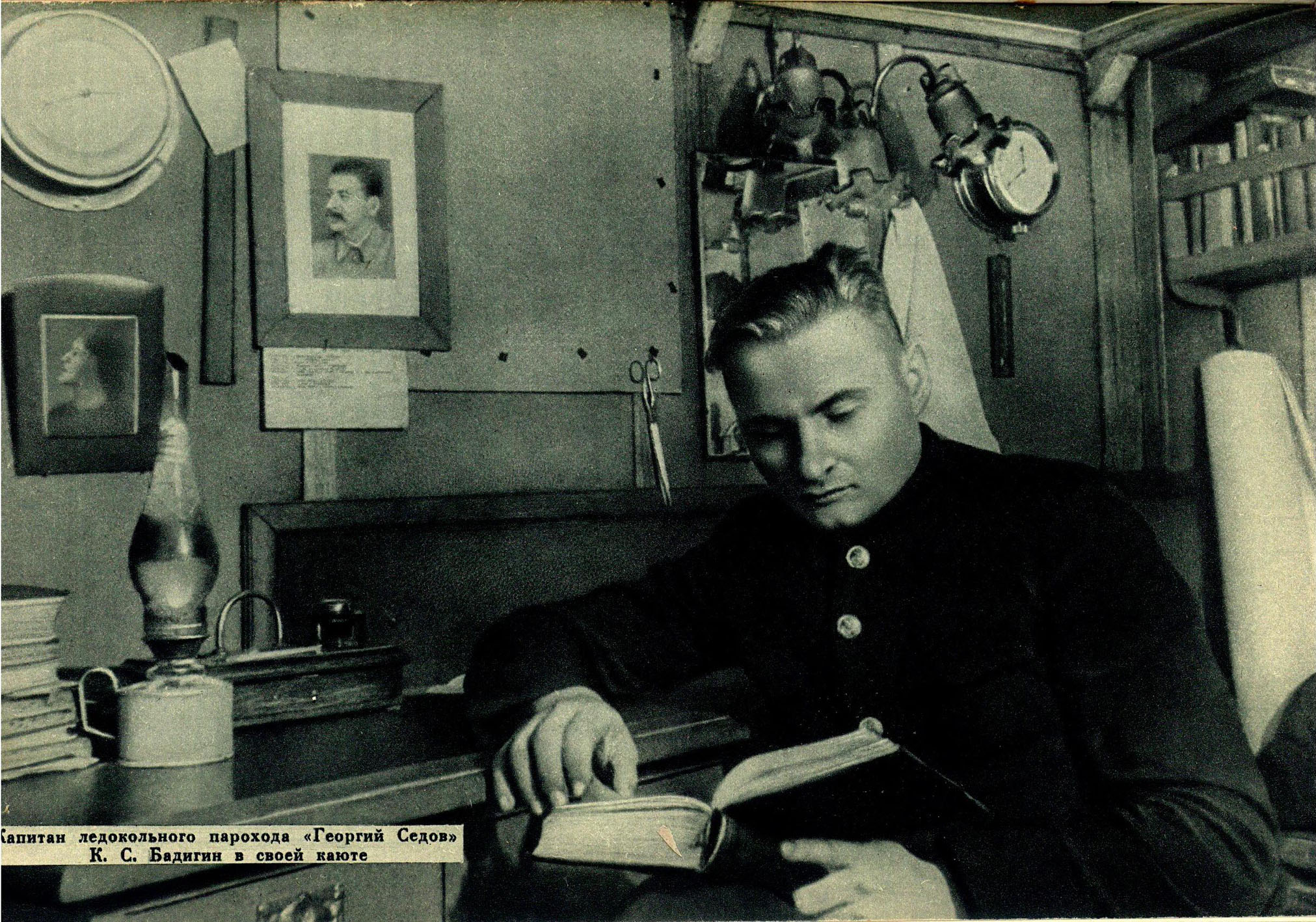
Konstantin Badigin

Konstantin Sergejewitsch Badigin (russisch Константин Сергеевич Бадигин; * 16. Novemberjul. / 29. November 1910greg. in Pensa; † 17. März 1984 in Moskau) war ein sowjetischer Seeoffizier, Polarforscher und Schriftsteller.

## Leben
Badigin begann seine seemännische Laufbahn 1928 als Matrose auf Schiffen der sowjetischen Pazifikreederei. Später studierte er an der Seetechnischen Schule in Wladiwostok und schlug die Laufbahn eines Navigationsoffiziers ein. In den Jahren 1935 bis 1936 war er dritter Offizier an Bord des Eisbrechers Krasin. 1937 wurde er 2. Offizier an Bord des Eismeerfrachters Georgi Sedow.
Am 23. Oktober 1937 wurde die Georgi Sedow zusammen mit den Schiffen Sadko und Malygin vom Packeis eingeschlossen und geriet in die Eisdrift. Während des Winters wurde durch eine starke Eispressung das Ruder der Georgi Sedow verbogen.
Im April 1938 wurden große Teile der Besatzungen aller drei Schiffe mit Hilfe von Flugzeugen evakuiert. Als zurückbleibender ranghöchster Offizier übernahm Badigin das Kommando über die Georgi Sedow.  Am 28. August 1938 gelang es dem Eisbrecher Jermak, zu den drei Schiffen vorzustoßen und sie aus dem Packeis freizubrechen. Dabei wurde festgestellt, dass die Georgi Sedow nicht mehr in der Lage war, eigenständig zu manövrieren. Auch mehrere Versuche sie abzuschleppen scheiterten. Daraufhin wurden von der Jermak die Sadko und Malygin aus dem Eis geleitet. Die Georgi Sedow blieb mit einer Restbesatzung von 14 Personen im Treibeis. Erst am 8. Januar 1940 konnte sie in der Grönlandsee vom Eisbrecher Josef Stalin aus dem Eis befreit werden.
Während der 812 Tage dauernden Drift wurden zahlreiche wissenschaftliche Beobachtungen angestellt. Des Weiteren wurde der verbogene Teil des Steuerruders entfernt, so dass die Georgi Sedow wieder bedingt manövrierfähig war und aus eigener Kraft bewegt werden konnte.
1940 wurde Badigin für seine Taten zur Rettung der Georgi Sedow sowie für die geleistete wissenschaftliche Forschungsarbeit mit dem Titel „Held der Sowjetunion“ und dem Leninorden ausgezeichnet. Von 1941 bis 1943 war er Chef der sowjetischen Eisbrecherflotte im Weißen Meer und Chef des glaziologischen Dienstes. In den Jahren 1944 und 1945 kommandierte er das Frachtschiff Clara Zetkin, welches auf der Route Wladiwostok – Seattle verkehrte. Nach dem Ende des Zweiten Weltkrieges schied Badigin aus gesundheitlichen Gründen aus dem aktiven Flottendienst aus.
In den folgenden Jahren arbeitete Badigin als Kapitän bei verschiedenen Reedereien. 1950 schloss er ein Fernstudium an der geographischen Fakultät der Staatlichen Pädagogischen Universität Moskau ab, 1953 eine Aspirantur am Lehrstuhl für Ozeanologie an der Lomonossow-Universität Moskau. Von 1953 bis 1955 war er wissenschaftlicher Mitarbeiter und Abteilungsleiter an einem Moskauer Forschungsinstitut, bevor er wieder zur See fuhr. Daneben, und nach seiner Pensionierung im Jahr 1969 ausschließlich, war er als Schriftsteller tätig und engagierte sich im Schriftstellerverband. Neben drei autobiographischen Romanen schrieb er vorwiegend historische Romane und Abenteuerromane für Jugendliche.

## Werke (Auswahl)
- Verschollen in Grumant, Kultur und Fortschritt, Berlin 1960. ISBN 5749100146
- 812 Tage im Eis der Arktis – Die Drift des Eismeerdampfers Georgi Sedow. Vienna, Globus-Verlag, 1946.
- Vom Eismeer zum Pazifik, Militärverlag der DDR, Berlin, 1988. ISBN 3-327-00624-5